# Trận Vành đai Pusan
Trận Vành đai Pusan xảy ra vào tháng 8 và tháng 9 năm 1950 giữa các lực lượng Liên Hợp Quốc kết hợp với các lực lượng Đại Hàn Dân quốc (còn gọi Hàn Quốc hoặc Nam hàn) và các lực lượng Cộng hòa Dân chủ Nhân dân Triều Tiên (còn gọi là Triều Tiên hoặc Bắc Triều Tiên). Vành đai Pusan là một vùng cận đông nam Triều Tiên là nơi giới hạn cuộc tiến công xa nhất của Quân đội Nhân dân Triều Tiên suốt Chiến tranh Triều Tiên. Nó chạy dài 140 dặm Anh và được đặt tên theo tên của thành phố duyên hải Pusan. Phần nhiều độ dài của nó trùng với dòng chảy của sông Nakdong. Vành đai Pusan phục vụ chủ yếu như một đầu không vận để tái tiếp nhiên liệu và tăng viện binh cho đến cuộc đổ bộ lên Incheon, và phản công chống lại CHDCND Triều Tiên.

## Bối cảnh
Sau một số lần bại trận ban đầu của Quân đội Đại Hàn Dân Quốc và các lực lượng Quân đội Hoa Kỳ ở Seoul, Osan và Taejon, các lượng còn lại của Hàn Quốc và Hoa Kỳ bắt đầu củng cố và tái tổ chức các lực lượng và trang bị còn lại của mình quanh thành phố cảng Pusan.
Sư đoàn 24 Bộ binh Hoa Kỳ cùng sát cánh phòng thủ Hàn Quốc với Quân đội Đại Hàn Dân Quốc vừa mới được xây dựng lại và hai sư đoàn lục quân Hoa Kỳ mới đến, đó là Sư đoàn 25 Bộ binh Hoa Kỳ và Sư đoàn 1 Kị binh Hoa Kỳ. Ngày 24 tháng 7, Quân đội Đại Hàn Dân quốc tự tái tổ chức thành hai quân đoàn với năm sư đoàn. Quân đoàn I nắm giữ Sư đoàn 8 và các Sư đoàn Thủ đô trong khi đó Quân đoàn II nắm Sư đoàn 1 và Sư đoàn 6. Sư đoàn 3, một sư đoàn vừa mới tái thành lập của Hàn Quốc được đặt dưới quyền chỉ huy trực tiếp của Quân đội Đại Hàn Dân Quốc. Tổng hành dinh của Quân đoàn II đặt ở Hamch'ang cùng với Sư đoàn 1 và 6, và tổng hành dinh của Quân đoàn I đặt ở Sangju với Sư đoàn 8 và các Sư đoàn Thủ đô. Sư đoàn 3 hoạt động trên duyên hải phía đông của Hàn Quốc. Số đông tuyển mộ và thay thế đã gia nhập Quân đội Đại Hàn Dân quốc và quân đội đã tái lập lại số lượng trước chiến tranh là 95.000 binh sĩ.
Sư đoàn 25 Hoa Kỳ với 3 trung đoàn — Trung đoàn 24, 27, và 35 — dưới quyền tư lệnh của Thiếu tướng William B. Kean đến Pusan giữa 10 tháng 7 và 15 tháng 7 năm 1950. Tướng Walton Walker ra lệnh Sư đoàn 25 Hoa Kỳ đỡ lót các phòng tuyến đường hành lang núi trung tâm của Đại Hàn Dân Quốc. Sư đoàn 1 Kị binh với 3 trung đoàn - Trung đoàn 5, 7, 8 - được đưa bằng đường thủy từ Nhật Bản vào và đổ bộ tại P'ohang-dong phía bắc Pusan giữa 15 tháng 7 và 22 tháng 7. Đơn vị nhận trách nhiệm ngăn chặn Quân đội Nhân dân Triều Tiên dọc theo hành lang chính Taejon-Taegu.
Cuối tháng 7, cả Sư đoàn 25 và Sư đoàn 1 Kị binh Hoa Kỳ rút quân dần vì đối diện với các cuộc tấn công tích cực của Cộng hòa Dân chủ Nhân dân Triều Tiên. Vào ngày 29 tháng 7, Tướng Walker, với sự ủng hộ của Tướng Douglas MacArthur, đưa ra cái mà giới truyền thông gọi là một lệnh "trụ lại hay là chết" đến Quân đoàn 8 Hoa Kỳ. Walker nhấn mạnh rằng việc rút lui phải ngừng lại. Quân đoàn 8 đã đổi lấy thời gian cho từng tấc đất và gần như mất dần mặt trận.
Một trong các vấn đề chính của cuộc rút lui là số lượng đông người tị nạn di chuyển lẫn trong hàng ngũ của Quân đoàn 8. Con số người tị nạn đông trong suốt tháng 7 và tháng 8 năm 1950 cao hơn bất cứ thời điểm nào khác trong cuộc chiến tranh. Trong hai tuần giữa tháng 7, khoảng 380.000 người tị nạn vượt vào lãnh thổ do Hàn Quốc giữ. CHDCND Triều Tiên thường lợi dụng tình hình này bằng cách mở các cuộc tấn công để bắt đầu lùa các nhóm tị nạn băng qua các bãi mìn và rồi họ theo sau với xe tăng và bộ binh. Triều Tiên cũng thâm nhập hàng ngũ của Quân đội Hoa Kỳ bằng cách mặc quần áo dân thường màu trắng truyền thống và nhập vào dòng người tị nạn, nhờ thế họ đã có thể thực hiện một số cuộc tấn công bất ngờ vào quân Hoa Kỳ. Các tư lệnh của Sư đoàn 25 Bộ binh và Sư đoàn 1 Kị binh cố gắng không thành công để kiểm soát đoàn người tị nạn và sự thâm nhập của kẻ thù bằng cách lục soát những người tị nạn và giới hạn thời gian cũng như các con đường dành cho họ di chuyển. Cuối tháng 7, Tướng Walker, với sự hợp tác của chính phủ Hàn Quốc, đã đặt ra các quy định rõ ràng tổ chức tách rời người tị nạn về phía sau bởi Cảnh sát Quốc gia Hàn Quốc. Vào cuối tháng 7, chính phủ Hàn Quốc đã thiết lập được 58 trại tị nạn, đa số ở vùng Taegu-Pusan, để chăm sóc những người không nơi nương tựa. Nhưng thậm chí với các nỗ lực này, người tị nạn tiếp tục gây khó khăn cho việc di chuyển của quân đội Hoa Kỳ và Hàn Quốc trên chiến trường.
Khi Quân đoàn 8 Hoa Kỳ đến gần vị trí phòng thủ tự nhiên dọc sông Naktong, QDNDTT gia tăng nỗ lực của họ nhằm cắt đứt các phần tử của quân đoàn này. Sau khi Seoul thất thủ cuối tháng 6, Sư đoàn 6 Triều Tiên vượt sông Hán và nhanh chóng tiến về nam trên mạng đường duyên hải phía tây. Tình báo Quân đoàn 8 Hoa Kỳ mất dấu vết của Sư đoàn 6 Triều Tiên. Các lực lượng duy nhất của Liên Hợp Quốc đóng ở tây nam quốc lộ Taejon-Taegu-Pusan vào lúc đó là vài trăm người còn sót lại của Sư đoàn 7 Bộ binh Hàn Quốc cùng với vài người lính thủy quân lục chiến và cảnh sát địa phương của Hàn Quốc. Ngày 21 tháng 7, Tướng Walker được tin rằng một đơn vị Triều Tiên, có lẽ là Sư đoàn 4 Triều Tiên, đang hoạt động trong vùng tây nam. Walker ra lệnh Sư đoàn 24, mặc dù thiếu quân số và trang bị sau khi mất Taejon, làm lực lượng chặn đường trong vùng từ Chinju hướng lên phía bắc đến Kumch'on. Hai tiểu đoàn của Trung đoàn 29 Bộ binh Hoa Kỳ đóng ở Okinawa và Trung đoàn 17 Bộ binh Hàn Quốc đến tăng viện Sư đoàn 24.
Ngày 23 tháng 7, Sư đoàn 4 Triều Tiên di chuyển về phía nam từ Taejon với ý định hỗ trợ Sư đoàn 6 trong một cuộc bao vây sườn trái của Liên Hợp Quốc và đẩy lui họ về Pusan. Cho đến cuối tháng 7 thì Sư đoàn 4 Triều Tiên tiến công xa đến vùng Anui-Koch'ang, khoảng 50 dặm (80 km) tây nam Taegu. Từ 25 tháng 7–28 tháng 7 hai tiểu đoàn của Trung đoàn 29 Hoa Kỳ bị đẩy lui bởi các phần tử của Sư đoàn 6 Triều Tiên tại Hadong nằm khoảng 25 dặm (40 km) về phía tây của Chinju. Ngày 31 tháng 7, Quân đoàn 8 Hoa Kỳ cuối cùng biết được sự hiện diện của Sư đoàn 6 sau khi Sư đoàn 6 chiếm được Chinju và bắt buộc một tiểu đoàn của Trung đoàn 29 và Trung đoàn 19 Bộ binh của Sư đoàn 24 rút lui về phía đông. Quân đoàn 8 Hoa Kỳ đưa ngay Trung đoàn 27 thuộc Sư đoàn 25 là lực lượng trừ bị đến tăng viện các đơn vị Hoa Kỳ tại hành lang Chinju-Masan. Sư đoàn 24 và 25 với trợ lực của Trung đoàn 17 Hàn Quốc cuối cùng đã làm chậm lại cuộc tiến công của Sư đoàn 4 và 6 của Triều Tiên tại vùng phía nam nhất của Vành đai Pusan. Ngày 3 tháng 8, các đơn vị của Hoa Kỳ và Hàn Quốc đã chặn đứng được mối đe dọa tức thời của một cuộc tiến công một mạch thẳng về Pusan của CHDCND Triều Tiên.

### Vị trí phòng thủ

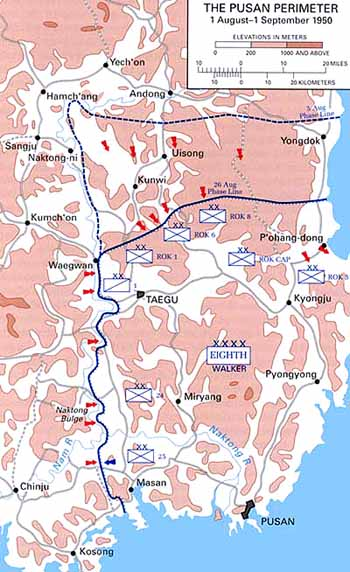
Bản đồ Vành đai Pusan, tháng tám 1950.

Ngày 1 tháng 8, Quân đoàn 8 Hoa Kỳ phát lệnh hành quân cho tất cả các lực lượng bộ binh Liên Hợp Quốc tại bán đảo Triều Tiên chuẩn bị một cuộc rút lui về phía đông sông Naktong. Các đơn bị Liên Hợp Quốc lúc đó sẽ thiết lập các vị trí phòng thủ chính phía sau một vành đai mà sau này được gọi là Vành đai Pusan. Ý định là vẽ một vạch giới hạn rút lui và chặn sự tiến công của Qân đội Nhân dân Triều Tiên trong lúc Quân đội Hoa Kỳ có thể xây dựng lại lực lượng và mở một cuộc phản công. Vành đai Pusan được các lực lượng Hoa Kỳ và Đại Hàn Dân quốc trấn giữ ngày 4 tháng 8 gồm có một khu vực hình chữ nhật dài khoảng 100 dặm Anh (160 km) từ bắc tới nam và 50 dặm Anh (80 km) từ đông sang tây. Sông Naktong hình thành ranh giới phía tây, trừ 15 dặm Anh (24 km) phần cực nam nơi sông Naktong quay về hướng đông sau khi hợp với sông Nam ở ngã ba sông. Đại dương hình thành ranh giới phía nam và phía đông trong khi ranh giới phía bắc là một tuyến bất thường chạy qua ngang các dãy núi từ trên Waegwan đến Yongdok. Từ tây nam đến đông bắc, phòng tuyến của Liên Hợp Quốc được Sư đoàn 25 và 24 Bộ binh Hoa Kỳ và Sư đoàn 1 Kị binh Hoa Kỳ trấn giữ, và sau đó đến Sư đoàn 1 Bộ binh Hàn Quốc, Sư đoàn 6 Bộ binh Hàn Quốc, Sư đoàn 8 Bộ binh Hàn Quốc, Sư đoàn Thủ đô Hàn Quốc, và Sư đoàn 3 Bộ binh Hàn Quốc. Từ nam đến đông bắc, các đơn vị Triều Tiên đóng quân đối diện các đơn vị Liên Hợp Quốc là Trung đoàn 83 Cơ giới thuộc Sư đoàn 105 Cơ giới Triều Tiên và sau đó là Sư đoàn 6, Sư đoàn 4, Sư đoàn 3, Sư đoàn 2, Sư đoàn 15, Sư đoàn 1, Sư đoàn 13, Sư đoàn 8, Sư đoàn 12, và Sư đoàn 5 cùng với Trung đoàn 766 Bộ binh Độc lập của Quân đội Nhân dân Triều Tiên. Sự tăng viện binh gồm Trung đoàn 5 Bộ binh Hoa Kỳ từ Hawaii và từng đợt đến của Sư đoàn 2 Bộ binh từ Hoa Kỳ đã tăng thêm sức mạnh cho các lực lượng Quân đội Hoa Kỳ. Một đợt tăng viện binh chính thứ ba đến bán đảo Triều Tiên ngày 2 tháng 8 là Lữ đoàn 1 Lâm thời Thủy quân lục chiến có khoảng 4.700 người. Lực lượng chiến đấu của Liên Hợp Quốc vào thời điểm này thật sự cao hơn số Quân đội Nhân dân Triều Tiên tại Vành đai là 92.000 so với 70.000.

## Các trận đánh

### Quân đội Nhân dân Triều Tiên tấn công
Quân đội Nhân dân Triều Tiên có bốn con đường khả dĩ để tấn công vào Pusan nơi mà có thể kết thúc bằng việc đánh bại các lực lượng Hoa Kỳ và Quân đội Đại Hàn Dân quốc, và trong tháng 8 họ đã nỗ lực thử cả bốn con đường đồng lúc. Các con đường áp sát vào Pusan: thứ nhất là đi qua Masan ở phía nam nơi nhập lại của sông Nam và sông Naktong, thứ hai là đi qua khu "Vòng cung Naktong" đến các trục lộ và đường xe lửa ở Miryang, thứ ba là qua Kyongju và xuống hành lang duyên hải phía đông, và cuối cùng là qua Taegu. Trong tuần đầu của tháng tám, Tướng Walker quyết định mở một cuộc phản công đầu tiên của Mỹ trong cuộc chiến trong vùng hành lang Chinju-Masan. Một trong những mục đích của ông là phá vỡ sự tập trung đông đảo khả nghi của quân Triều Tiên gần vùng Taegu bằng cách ép các lực lượng CHDCND Triều Tiên phân tán về phía nam. Ngày 6 tháng 8 Quân đoàn 8 phát chỉ thị hành quân cho Lực lượng Đặc nhiệm Kean tấn cống (tên của lực lượng này được đặt theo tên của Tư lệnh Sư đoàn 25). Lực lượng Đặc nhiệm Kean gồm có Sư đoàn 25 Hoa Kỳ, một ít quân của Sư đoàn 27 Bộ binh và một tiểu đoàn pháo binh, cùng với Sư đoàn 5 Hàn Quốc và Lữ đoàn 1 Lâm thời Thủy quân lục chiến Hoa Kỳ. Kế hoạch tấn công của Quân đội Hoa Kỳ yêu cầu lực lượng di chuyển về phía tây từ các vị trí đóng quân gần Masan, chiếm giữ đèo Chinju, và bám trụ phòng tuyến xa tới sông Nam. Lực lượng Đặc nhiệm Kean mở cuộc tấn công vào ngày 7 tháng 8 nhưng gặp phải một cuộc tấn công ngay lập tức từ Sư đoàn 6 Triều Tiên. Sau một tuần đánh nhau ác liệt, không bên nào đạt được tiến triển đáng kể. Dầu vậy, Quân đoàn 8 Hoa Kỳ đã mở cuộc tấn công đầu tiên tại bán đảo Triều Tiên và thành công chặn đứng một cuộc tiến công của một sư đoàn Triều Tiên.

### Vòng cung sông Naktong
Về phía bắc 7 dặm Anh (11 km) cách nơi sông Naktong đổi dòng sang hướng đông và gặp sông Nam, sông Naktong uốn cong về hướng tây đối diện Yongsan trong một vòng bán nguyệt rộng. Vòng uốn cong này trở thành nổi tiếng đối với quân đội Mỹ với tên gọi Vòng cung Naktong (Naktong Bulge) trong một trận đánh dữ dội trong tháng 8 và tháng 9. Ngày 6 tháng 8 Sư đoàn 4 Triều Tiên vượt sông Naktong ở Ohang với ý định tiến về Yongsan nằm cách đó 10 dặm (16 km) về phía đông. Sư đoàn 24 Hoa Kỳ bảo vệ phần này. Tư lệnh Sư đoàn 24, Trung tướng John H. Church đã thay thế Tướng Dean làm tư lệnh sư đoàn, giao trách nhiệm phòng thủ Vòng cung Naktong cho Lực lượng Đặc nhiệm Hill. Lực lượng Đặc nhiệm Hill gồm có Trung đoàn 9 thuộc Sư đoàn 2 Bộ binh cùng với Trung đoàn 34 và 19, một tiểu đoàn của Trung đoàn 21 thuộc Sư đoàn 24. Mặc cho những nỗ lực của Lực lượng Đặc nhiệm Hill, khoảng 11 tháng 8, Sư đoàn 4 Triều Tiên đã thâm nhập vào được khu vực thành phố Yongsan. Tướng Walker lúc đó đưa thêm vào trận Trung đoàn 23 thuộc Sư đoàn 2, Trung đoàn 27 thuộc Sư đoàn 25, và Lữ đoàn 1 Lâm thời Thủy quân lục chiến.
Tướng Church chỉ huy cuộc tấn công phối hợp của Lục quân và Thủy quân lục chiến chống lại Quân đội Nhân dân Triều Tiên bắt đầu vào ngày 17 tháng 8. Vào ngày 18 tháng 8 các lực lượng Hoa Kỳ đã đánh bại dứt điểm Sư đoàn 4 Triều Tiên, tiêu diệt phân nửa quân số ban đầu của họ khoảng 7.000 quân.
Nằm về phía nam P'ohang-dong khoảng 20 dặm (30 km) trên duyên hải phía đông, Kyongju là một trung tâm có xa lộ và đường xe lửa quan trọng nằm trong vùng tam giác Taegu–P'ohang-dong–Pusan bên trong Vành đai Pusan. Việc chiếm được P'ohang-dong và Phi trường Yonil gần đó do Không lực Viễn đông sử dụng sẽ mở một hành lang tự nhiên thuận lợi cho Quân đội Nhân dân Triều Tiên tiến công về phía nam qua Kyongju đến Pusan. Tướng Walker chỉ củng cố nhẹ hành lang duyên hải phía đông vì mối đe dọa của Quân đội Nhân dân Triều Tiên tức thời hơn bên vành đai phía tây, và ông không tin rằng Cộng hòa Dân chủ Nhân dân Triều Tiên có thể mở một cuộc xung kích chính thành công qua đồi núi không có đường đi. Đầu tháng 8, Triều Tiên gần như đã chứng minh là Walker sai lầm khi ba sư đoàn là Sư đoàn 5, 8, 12 và Trung đoàn 766 Bộ binh độc lập của Triều Tiên mở những cuộc tấn công mạnh chống quân phòng thủ Đại Hàn Dân quốc. Ngày 12 tháng 8, Triều Tiên gây sức ép P'ohang-dong và cũng đe dọa Phi trường Yonil. Sư đoàn 5 Triều Tiên cắt đứt Sư đoàn 3 Hàn Quốc trên P'ohang-dong, và Sư đoàn 3 phải di tản bằng đường biển về các vị trí xa về miền nam. Tướng Walker tăng viện các đơn vị Quân đội Đại Hàn Dân quốc trong khu vực với các lực lượng của Sư đoàn 2 Bộ binh Hoa Kỳ. Vào ngày 17 tháng 8 các đơn vị Hàn Quốc và Sư đoàn 2 Hoa Kỳ xoay xở tìm cách đón chặn sự tiến công của quân Triều Tiên tại P'ohang-dong. Một nhân tố chính ngăn chặn Triều Tiên là tiếp vận khi họ đã đến cuối đường vận chuyển đồ tiếp liệu trong suốt hành trình khó khăn về miền nam qua nhiều đồi núi.

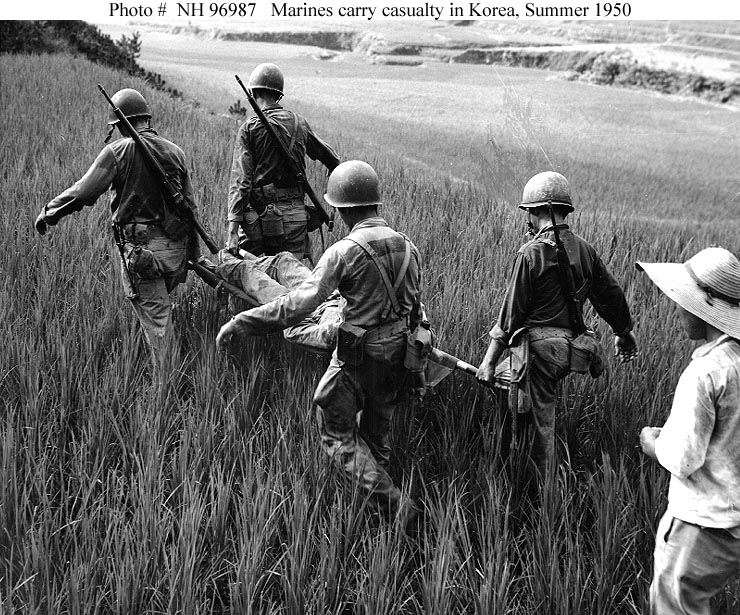
Thủy quân lục chiến tải thương một đồng đội bị thương trong tháng 8 năm 1950.

Hành lang tự nhiên của Thung lũng Naktong từ Sangju đến Taegu là một trục chính tấn công khác đối với Quân đội Nhân dân Triều Tiên. Các lực lượng đáng kể tập kết trong một vòng cung quanh Taegu đầu tháng 8 từ nam đến bắc gồm có Sư đoàn 10, 3, 15, và 1 của Quân đội Nhân dân Triều Tiên và thành phần của Sư đoàn 105 Cơ giới. Đối diện với các sư đoàn của Triều Tiên là Sư đoàn 1 Kị binh Hoa Kỳ và các sư đoàn 1 và 6 của Quân đoàn II Quân đội Đại Hàn Dân quốc. Quân Triều Tiên vượt sông Naktong tại nhiều nơi trong vòng cung quanh Taegu trong tuần thứ hai của tháng 8. Khi một vài quả đạn pháo của Quân đội Nhân dân Triều Tiên rơi vào Taegu vào ngày 18 tháng 8, Tổng thống Lý Thừa Vãn của Hàn Quốc ra lệnh di chuyển chính phủ lâm thời Đại Hàn Dân quốc lúc đó ở Taegu về Pusan. Sư đoàn 1 và 13 của Quân đội Nhân dân Triều Tiên gây một mối đe dọa chính khi họ gây sức ép về phía Taegu qua các con đường trên bộ từ phía bắc và tây bắc. Tướng Walker đưa Trung đoàn 23 và 27 Bộ binh lên, cả hai vừa mới đến từ phòng tuyến Vòng cung Naktong, tiếp sức Sư đoàn 1 Hàn Quốc đang đối đầu với Sư đoàn 1 và 3 của Triều Tiên. Mặc dù Sư đoàn 1 Triều Tiên tiến công trong vòng bán kính 9 dặm (14 km) cách trung tâm Taegu, các nỗ lực phối hợp của Sư đoàn 1 Hàn Quốc và Trung đoàn 23, 27 Bộ binh Hoa Kỳ đã làm cạn kiệt những cố gắng của quân Triều Tiên tiến vào Taegu.

### Các lần tăng viện binh
Cho dù Quân đội Nhân dân Triều Tiên đe dọa nghiêm trọng Quân đội Hoa Kỳ và Đại Hàn Dân quốc trong Vành đai suốt tháng 8 năm 1950, cả hai quân đội phòng thủ đã thành công chống chọi các đợt tấn công của Triều Tiên và tiếp tục gia tăng lực lượng cho một cuộc phản công. Không lực Viễn đông của Hoa Kỳ đã thiết lập được ưu thế trên không đối lại Quân đội Nhân dân Triều Tiên vào đầu chiến tranh và tiếp tục gây ảnh hưởng đến kết cục của các trận đánh bằng nhiều phi vụ hỗ trợ gần cho bộ binh, 4.635 phi vụ trong tháng 7 và 7.397 phi vụ trong tháng 8. Cuối tháng 8, có trên 500 xe tăng hạng trung của Hoa Kỳ tại Vành đai Pusan. Số xe tăng trong các tiểu đoàn xe tăng được chia đều giữa các xe tăng M26 Pershing và M4A3 Shermans, trừ một tiểu đoàn có loại xe tăng mới hơn là M46 Patton. Ngày 1 tháng 9, Bộ tư lệnh Liên Hợp Quốc có tổng quân số lên đến 180.000 người tại bán đảo Triều Tiên: 92.000 người là của Hàn Quốc và phần còn lại là người Mỹ và Lữ đoàn 27 Bộ binh của Vương quốc Anh gồm 1.600 binh sĩ. Trong tháng 8, Quân đội Nhân dân Triều Tiên tiếp tục kế hoạch và chiến thuật được sử dụng tại sông Hán đầu tháng 7 với một cuộc tấn công chiếm giữ mặt trước, bao vây phía sườn, và xâm nhập phía sau. Khi Quân đoàn 8 Hoa Kỳ ổn định được chiến tuyến tại Vành đại Pusan, các chiến thuật này không còn hữu hiệu nữa và thành công chỉ có thể đến bằng tấn công đối mặt, thâm nhập, và lợi dụng thời cơ thích hợp. Tướng MacArthur và Tướng Walker đối phó lại bằng các nguyên lý phòng thủ cổ điển - sử dụng các đường dây liên lạc thông tin bên trong, ưu thế hỏa lực pháo binh, và một không lực mạnh. Vào ngày 1 tháng 9, quân Triều Tiên đã tập kết một lực lượng 98.000 binh sĩ chuẩn bị cho một cuộc tấn công đại quy mô chống Vành đai Pusan. Tuy nhiên, họ đối mặt với nhiều vấn đề vì 1/3 lực lượng của họ là người Hàn Quốc bị bắt buộc đầu quân và không có huấn luyện, và họ thiếu nhiều vũ khí nhẹ và chỉ có đủ quân lương cho 1 hoặc 2 bữa một ngày.

### Tháng 9 năm 1950

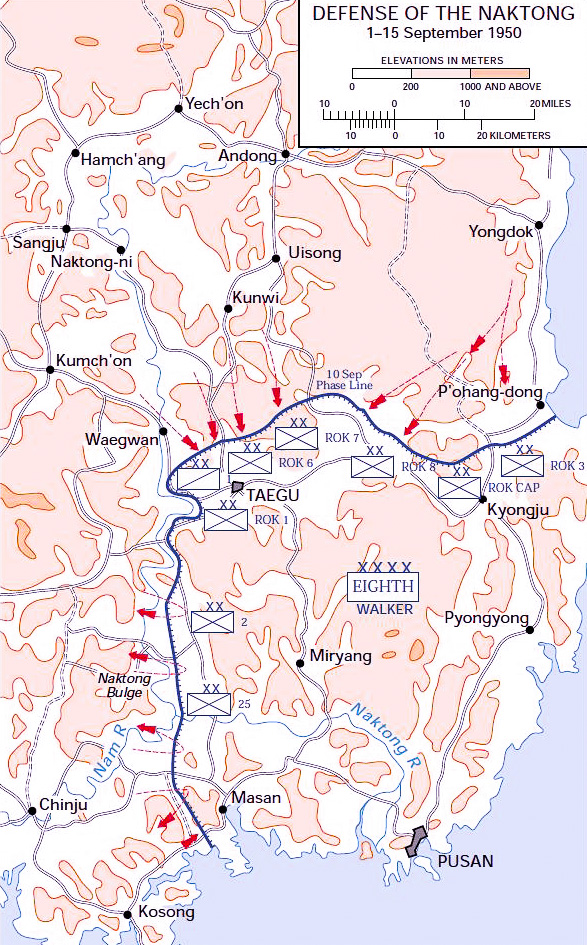
Bản đồ phòng tuyến Naktong, tháng 9 năm 1950.

Đầu tháng 9, giống như trong tháng 8, Tướng Walker đối diện với tình hình nguy hiểm ở những nơi tương tự thiết yếu dọc theo Vành đai Pusan: phía đông tại P'ohang-dong có một đoạn hành lang bị cắt đứt đáng quan ngại giữa Taegu và P'ohang-dong, phía bắc Taegu quân Triều Tiên giành được thắng lợi gây náo động, ở Vòng cung Naktong, và trong khu vực Masan ở cực nam. Cũng như đã từng thực hiện với trận đánh trong tháng 8, Tướng Walker tiếp tục chiến thuật khôn khéo của mình di chuyển lực lượng của ông từ một nơi bị đe dọa thâm nhập của Triều Tiên sang nơi khác. Đầu tháng 9, các Sư đoàn 3, Thủ đô, 8, và 6 của Quân đội Đại Hàn Dân quốc giữa phòng tuyến xa nhất về phía đông chống lại các Sư đoàn 5, 8, 12, 15 của Quân đội Nhân dân Triều Tiên. Thiếu tướng John B. Coulter, phó tư lệnh mới được bổ nhiệm của Quân đoàn 8 Hoa Kỳ, nhận nhiệm vụ chỉ huy các đơn vị Mỹ trong phần phía đông và đưa Trung đoàn 21 thuộc Sư đoàn 24 Hoa Kỳ và các đơn vị trợ lực khác để chống đỡ giúp các sư đoàn của Quân đội Đại Hàn Dân quốc. Ngày 7 tháng 9 Tướng Church thay thế Coulter làm tư lệnh Mỹ tại phần phía đông sau khi Tướng Walker ra lệnh toàn bộ Sư đoàn 24 tăng viện các sư đoàn của Hàn Quốc. Một lực lượng chiến đấu bộ phối hợp, đa số là Hàn Quốc, cùng với không yểm gần và hỏa lực hải quân ngoài khơi gây thương vong nặng nề cho các sư đoàn Triều Tiên. Sư đoàn 1, 3, 13 của Triều Tiên gây sức ép tấn công vào phía bắc Taegu chống lại Sư đoàn 1 Kị binh Hoa Kỳ khiến Tướng Walker vào ngày 5 tháng 9 di chuyển tổng hành dinh chính của Quân đoàn 8 từ Taegu đến Pusan. Sư đoàn 1 Kị binh chính yếu ngăn chặn các cuộc tiến công mạnh của quân Triều Tiên ở phía bắc Taegu, nhưng chiến cuộc tiếp tục ở đó cho đến trung tuần tháng 9.
Cuối tháng 8, Quân đội Nhân dân Triều Tiên cũng hoạch định một đòn chí tử chống Sư đoàn 2 và 25 của Hoa Kỳ tại phần nam của Vành đai Pusan. Sư đoàn 6 Triều Tiên tấn công qua Haman, Masan, và chiếm được Kimhae, 15 dặm (24 km) nằm về phía tây của Pusan. Sư đoàn 7 Triều Tiên đánh mạnh phía bắc xa lộ Masan, trục lộ còn lại đến sông Naktong, và chờ đợi Sư đoàn 6 bên cánh phải và Sư đoàn 9 bên cánh trái và rồi tiếp tục cuộc tấn công về hướng Pusan. Sư đoàn 25 Hoa Kỳ giữ phần cực nam chạy từ nơi tiếp nối của hai sông Naktong và Nam đến duyên hải miền nam trong khi Sư đoàn 2 đóng quân trong khu vực ngang sông Naktong phía bắc Sư đoàn 25. Sư đoàn 9 Triều Tiên đối mặt với Sư đoàn 2 Hoa Kỳ tại Vòng cung Naktong và có nhiệm vụ là chiếm được các thị trấn Miryang và Samnangjin để cắt đường rút lui của Quân đoàn 8 Hoa Kỳ giữa Taegu và Pusan. Trong tuần đầu tiên của tháng 9, Sư đoàn 9 thọc sâu vào Vòng cung Naktong xa về phía đông đến Yongsan, nhưng một cuộc phản công của Sư đoàn 2 cùng với Lữ đoàn 1 Lâm thời Thủy quân lục chiến Hoa Kỳ đã đẩy lui Sư đoàn 9 Triều Tiên gần như đến sông Naktong. Trung đoàn 23 thuộc Sư đoàn 2 Hoa Kỳ đánh trả Sư đoàn 2 Triều Tiên tại Changnyong, 6 dặm (10 km) về phía bắc Yongsan. Trong cùng lúc đó, các Sư đoàn 6 và 7 Triều Tiên mở các cuộc tấn công mạnh chống Sư đoàn 25. Mặc dù, sự thâm nhập của quân Triều Tiên vào các khu trách nhiệm của các trung đoàn của Sư đoàn 25 Hoa Kỳ - khu của Trung đoàn 35 phía tây Ch'irwon và khu của Trung đoàn 24 gần Haman bị chặn đứng một cách hữu hiệu bởi Trung đoàn 27 — Sư đoàn 25 Hoa Kỳ đã đẩy lui cuộc tấn công dữ dội của Quân đội Nhân dân Triều Tiên ở miền nam. Phòng tuyến sông Naktong được giữ vững và Vành đai Pusan được củng cố.

## Kết cục
Trong vòng có vài tháng trong năm 1950, Hoa Kỳ đã thực hiện một bước nhảy lớn từ chỗ không đặt sẵn một thế chiến lược quan trọng nào tại bán đảo Triều Tiên sang thế chủ động tham gia một cuộc xung đột vũ trang lớn. Quân đội hiện dịch của Hoa Kỳ gồm 591.000 đang tập trung lực lượng tại Tây Âu để đối đầu với Liên Xô và nhiệm vụ chiếm đóng tại châu Âu và Viễn Đông. Bốn sư đoàn dưới Bộ tham mưu Viễn Đông của MacArthur tại Nhật Bản đang thực hiện các nhiệm vụ chính yếu là chiếm đóng, và mức độ thực sự sẵn sàng cho chiến đấu qui ước thậm chí còn thấp hơn các đáng giá thống kê về họ. Mỗi sư đoàn của MacArthur là khoảng 7.000 người, thấp hơn nhiều quân số cho phép là 18.900, và không có sư đoàn nào nhận được bất cứ trang thiết bị mới nào từ sau Chiến tranh thế giới thứ hai. MacArthur trước đây không ủng hộ hoàn việc thành lập Quân đội Đại Hàn Dân Quốc, và năm 1948 ông chỉ đề nghị mở rộng lực lượng cảnh sát của Đại Hàn Dân Quốc. Khi Bộ trưởng Quốc phòng của Đại Hàn Dân quốc xin viện trợ xe tăng M26 Pershing từ Mỹ vào năm 1949, Nhóm Cố vấn Quân sự Hàn Quốc (Korean Military Advisor Group) hay KMAG cho rằng đường giao thông và địa thế của Hàn Quốc không cho phép hoạt động của xe tăng, đây là sự suy đoán rõ ràng không chính xác khả năng hoạt động của các xe tăng T34 của Liên Xô tại Hàn Quốc trong những giai đoạn đầu của cuộc chiến. Khi Quân đội Hoa Kỳ tại bán đảo Triều Tiên rút quân khỏi Hàn Quốc năm 1949, họ đã chuyển giao cho Quân đội Đại Hàn Dân quốc các vũ khí và trang bị cá nhân đủ cho khoảng 50.000 binh sĩ nhưng các vũ khí nhỏ này không thể đẩy lui các cuộc tấn công bằng cơ giới của Quân đội Nhân dân Triều Tiên.
Hoa Kỳ không tiên đoán được cuộc xâm lăng của Quân đội Nhân dân Triều Tiên và KMAG đã sai lầm khi kết luận rằng Quân đội Đại Hàn Dân quốc có thể chống đỡ được một cuộc xâm lăng nếu nó xảy ra. Tuy nhiên khi Hàn Quốc bị tấn công, Hoa Kỳ đã quyết định can thiệp vì Hàn Quốc. Tổng thống Truman đã ra lệnh hỗ trợ bằng không hải lực trong những thời gian đầu tiên của cuộc xung đột và sau đó tiến hành gởi binh sĩ bộ binh đến tham chiến. Việc bại trận của Lực lượng Đặc nhiệm Smith cho thấy tầm quan trọng của huấn luyện đầy đủ sau thời chiến phải đi đối với hỗ trợ cơ giới và không quân trong các chiến dịch chiến đấu.
MacArthur đã đánh giá thấp tài năng và quyết tâm của Cộng hòa Dân chủ Nhân dân Triều Tiên nhưng đã nhìn nhận ra sai lầm của mình khi ông kết luận rằng phải có hơn 4 sư đoàn Hoa Kỳ cần đến để đánh bại đối phương. Các nỗ lực phối hợp của Quân đội Hoa Kỳ và Hàn Quốc dưới quyền tư lệnh của Tướng Walker cộng với ưu thế về hải quân và không đã làm chậm cuộc tiến quân về miền nam của quân Triều Tiên và kết thúc cuộc tiến quân đó trong một cuộc phòng thủ Vành đai Pusan khó khăn nhưng thành công. Chiến sư có cường độ lớn như được phản ảnh qua con số thương vong của Mỹ đến giữa tháng 9 năm 1950 là 4.599 tử trận, 12.058 bị thương, 401 được báo cáo là bị bắt, và 2.107 được báo cáo mất tích. Tuy nhiên, những tuần lễ rút lui thê thảm và chết chóc chẳng bao lâu xoay chuyển tình thế: Sự giải tỏa bao vây Vành đai Pusan cùng với cuộc đổ bộ lên Inchon của Sư đoàn 1 Thủy quân lục chiến và Sư đoàn 7 Bộ binh trong tuần thứ ba của tháng 9.